# Chudek
Chudek – luźno rozbudowana wieś sołecka w Polsce położona w województwie mazowieckim, w powiecie ostrołęckim, w gminie Kadzidło.
Rozciąga się na odległości 5 km wzdłuż drogi z Łodzisk do Brodowych Łąk. Przy drodze poprowadzono pas pieszo-rowerowy. Sołectwo tworzą kolonie: Lipki, Morgi, Rule, Rulewek i Stara Wieś. Nie istnieje już przysiółek Borek, koło którego rosły drzewa bartne. Do dzisiaj istnieje przysiółek Zakulesie koło siedliska rodziny Kuleszów, tworzy go pięć gospodarstw. W pobliżu Chudka przepływa rzeka Omulew. Pola, łąki i pastwiska położone między gościeńcem a Omulwią znajdują się na terenie Obszaru Natura 2000 – Dolina Omulwi i Płodownicy.
Wierni Kościoła rzymskokatolickiego należą do parafii pw. Najświętszej Maryi Panny Częstochowskiej w Obierwi.

## Historia

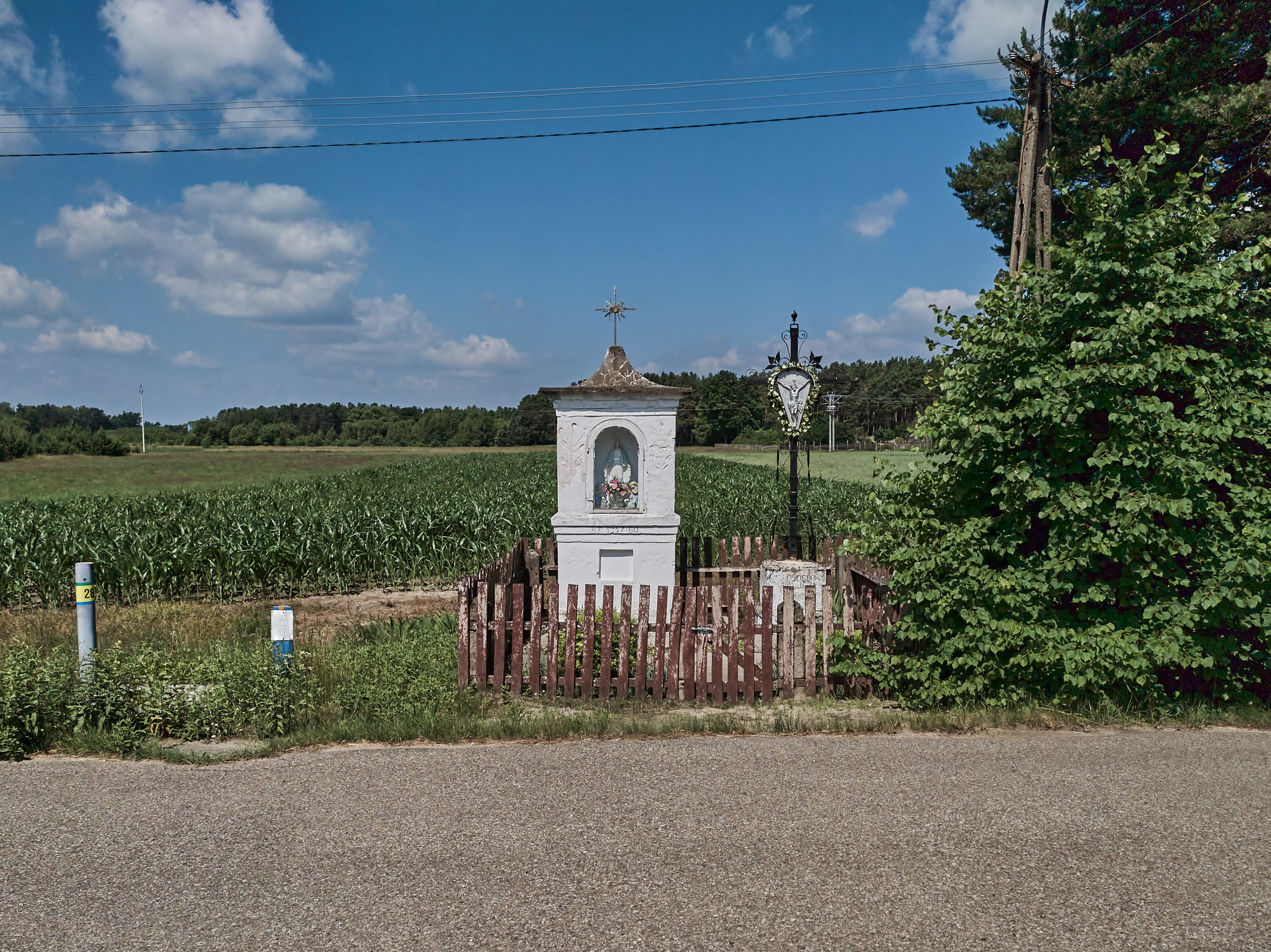
Jedna z przydrożnych kapliczek we wsi

Chudek jest jedną z najstarszych wsi na Kurpiach – w źródłach kartograficznych pojawia się jako Chidele już w 1660 roku. Czasy świetności wieś przeżyła w XVIII i XIX wieku, gdy nad Omulwią działała huta żelaza i papiernia. Około 1813 roku mieszkańców zdziesiątkowała epidemia cholery. Jeszcze w okresie międzywojennym cmentarz ofiar zarazy oznakowany był drewnianą karawanką (krzyżem cholerycznym), który miał strzec żyjących przed chorobami i nieszczęściami. Po cmentarzu cholerycznym nie zachował się żaden ślad. Nie ma śladu również po cmentarzu żołnierzy niemieckich (w kolonii Lipki), którzy zginęli w czasie II wojny światowej. Ich ciała ekshumowano i przewieziono do Niemiec.
W latach 1921–1939 wieś leżała w województwie białostockim, w powiecie ostrołęckim, w gminie Dylewo, a od 1931 w gminie Kadzidło.
Według Powszechnego Spisu Ludności z 1921 roku wieś zamieszkiwało 420 osób w 72 budynkach mieszkalnych. Miejscowość należała do parafii rzymskokatolickiej w m. Kadzidło. Podlegała pod Sąd Grodzki w Myszyńcu i Okręgowy w Łomży; właściwy urząd pocztowy mieścił się w m. Kadzidło.
W wyniku agresji niemieckiej we wrześniu 1939 wieś znalazła się pod okupacją niemiecką. Od 1939 do wyzwolenia w 1945 włączona w skład Landkreis Scharfenwiese, rejencji ciechanowskiej Prus Wschodnich III Rzeszy.
W czasie II wojny światowej żołnierze niemieccy zbudowali koło wsi wieżę obserwacyjną przez mieszkańców nazywaną „obserwatorem”. Po wojennych zniszczeniach chudkowianie odbudowali ją, lecz nie dotrwała do dziś.
Od 1918 roku w Chudku działała szkoła, którą w 1939 zamknęli Niemcy. Po wojnie nauka odbywała się w wynajętych od gospodarzy izbach. Dopiero w roku 1959 wybudowano w centrum wsi murowany budynek szkoły – dziś mieści się w nim szkoła podstawowa i jedno z czterech w gminie gimnazjów; placówce nadano imię ks. Jana Twardowskiego. W 2010 roku przy szkole wybudowano halę sportową, której szkielet stanowią drewniane dźwigary. Hala jest jedną z najnowocześniejszych hal sportowych w Polsce. Obok szkoły mieści się wielofunkcyjne boisko z bieżnią tartanową i oświetleniem.
Chudkowianie mają też świetlicę z biblioteką, która powstała w 1967 roku jako Wiejski Dom Kultury (zmodernizowany w 2010).
W latach 1975–1998 miejscowość administracyjnie należała do województwa ostrołęckiego.